# It Makes No Difference
It Makes No Difference – ballada bluesowa kanadyjskiej grupy The Band wydana na płycie Northern Lights-Southern Cross z 1975. Utwór był jednym z największych przebojów grupy i bodaj najbardziej znaną jej balladą. Muzykę i słowa napisał Robbie Robertson, a zaśpiewał je Rick Danko.
Utwór opiera się na wciąż powtarzanym schemacie: It makes no diff'rence where I turn, I can't get over you and the flame still burns. It makes no diff'rence, night or day, the shadow never seems to fade away (To bez znaczenia gdzie niesie mnie, nie mogę wrócić do ciebie a wciąż się we mnie pali płomień. To bez znaczenia, noc czy dzień, zdaje się, że wielki ten cień już nigdy zniknie), który pozwala na mnożenie poetyckich obrazów nieszczęśliwej miłości i osamotnienia.